# أنطونيلا ريوس
أنطونيلا ريوس (بالإسبانية: Antonella Ríos)‏ هي ممثلة تشيلية، ولدت في 31 يوليو 1974 في فالديفيا في تشيلي.

## وصلات خارجية
- أنطونيلا ريوس على موقع IMDb (الإنجليزية)
- أنطونيلا ريوس على موقع ألو سيني (الفرنسية)
- أنطونيلا ريوس على موقع أول موفي (الإنجليزية)
- أنطونيلا ريوس على موقع قاعدة بيانات الفيلم (الإنجليزية)
- أنطونيلا ريوس على موقع كينوبويسك (الروسية)